# Cosimo Rosselli
Cosimo Rosselli (Cosimo /di Lorenzo di Filippo/) Firenze, 1439 – Firenze, 1507. január 7.) itáliai reneszánsz festő.

## Életpályája
Legkorábban Neri di Bicci, majd Benozzo Gozzoli műhelyében tanult festeni. Benozzo Gozzoli, majd leginkább Domenico Ghirlandaio hatott művészi gondolkodására és stílusára. Felfogásában, stílusában leginkább mesterei inspirációiból élt, száraz, közepes tehetségű festő volt. Legkorábbi jelzett munkája: Szent Anna harmadmagával és négy szenttel (1471).
Azon firenzei festőknek egyike, akiket Botticellivel az élen IV. Szixtusz pápa Rómába hívott a Sixtus-kápolna kifestésére (1481-1483). Itt festett három freskót, Hegyibeszéd, Úrvacsora, Törvényhozás a Sinai-hegyen és az aranyborjú imádása).
További freskói: S. Filippo Benizzi belép a szerviták rendjébe (1476, Firenze, Santissima Annunziata előcsarnoka); Processzió a csodatevő kehellyel (1486, Firenze, Sant’Ambrogio). Oltárképek festésére is kapott megbízást Firenzében, ezek Mária mennybemenetele (Sant’Ambrogio); Trónoló Madonna két szent között (1482, Santo Spirito); Szent Borbála megdicsőülése (Uffizi); Mária megkoronázása (Santa Maria Maddalena dei Pazzi), ez egyik legjobb munkája. Berlinben: Mária cherubinoktól környezve, lent a nép, a pápa és a császár, valamint szentekkel aranyalapon.
Freskókon kívül arcképeket festett arany alkalmazásával. Legkiválóbb tanítványai Piero di Cosimo és Fra Bartolomeo.

## Képeiből

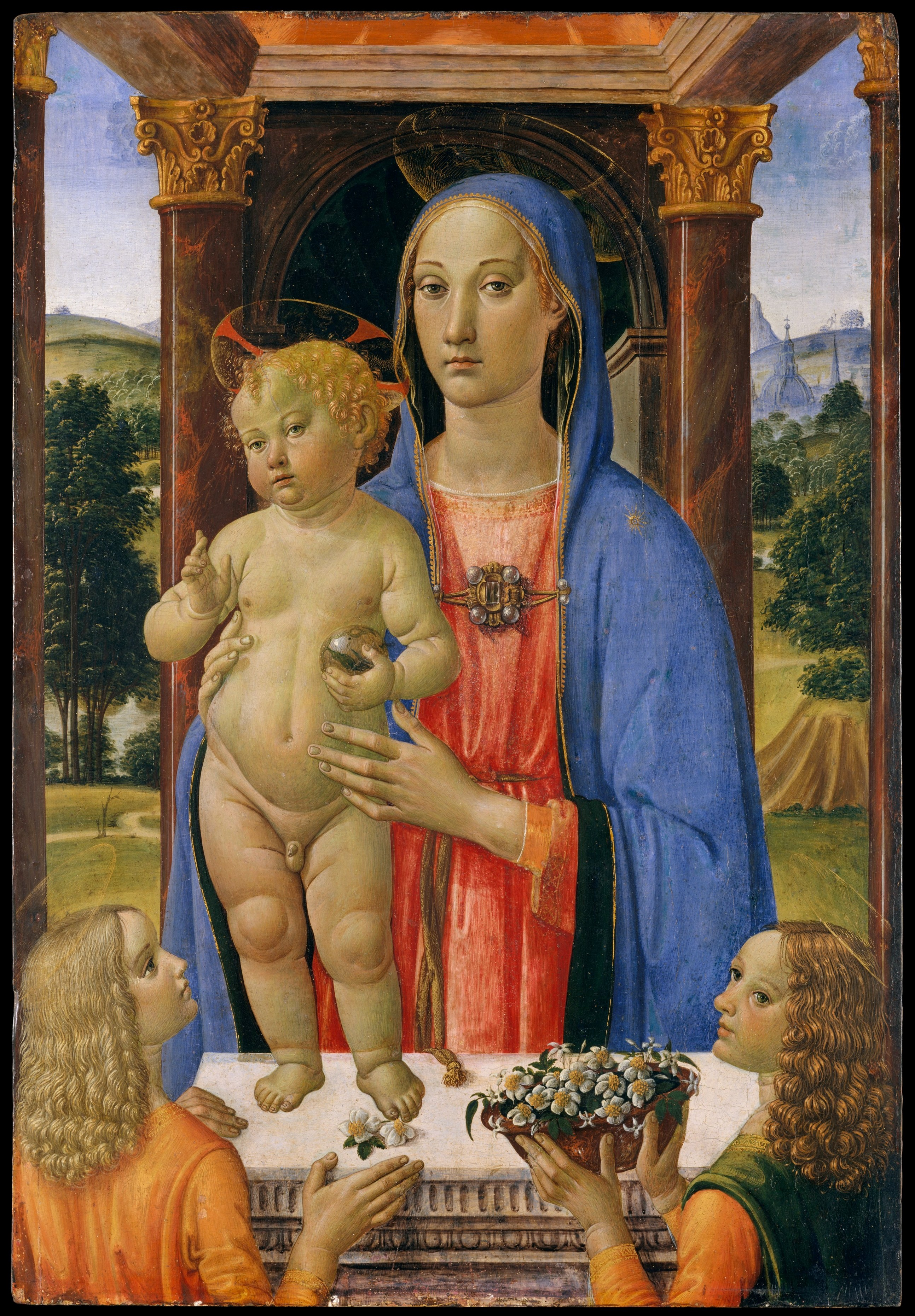
Madonna a gyermekkel és angyalokkal (Fa, tempera, arany)
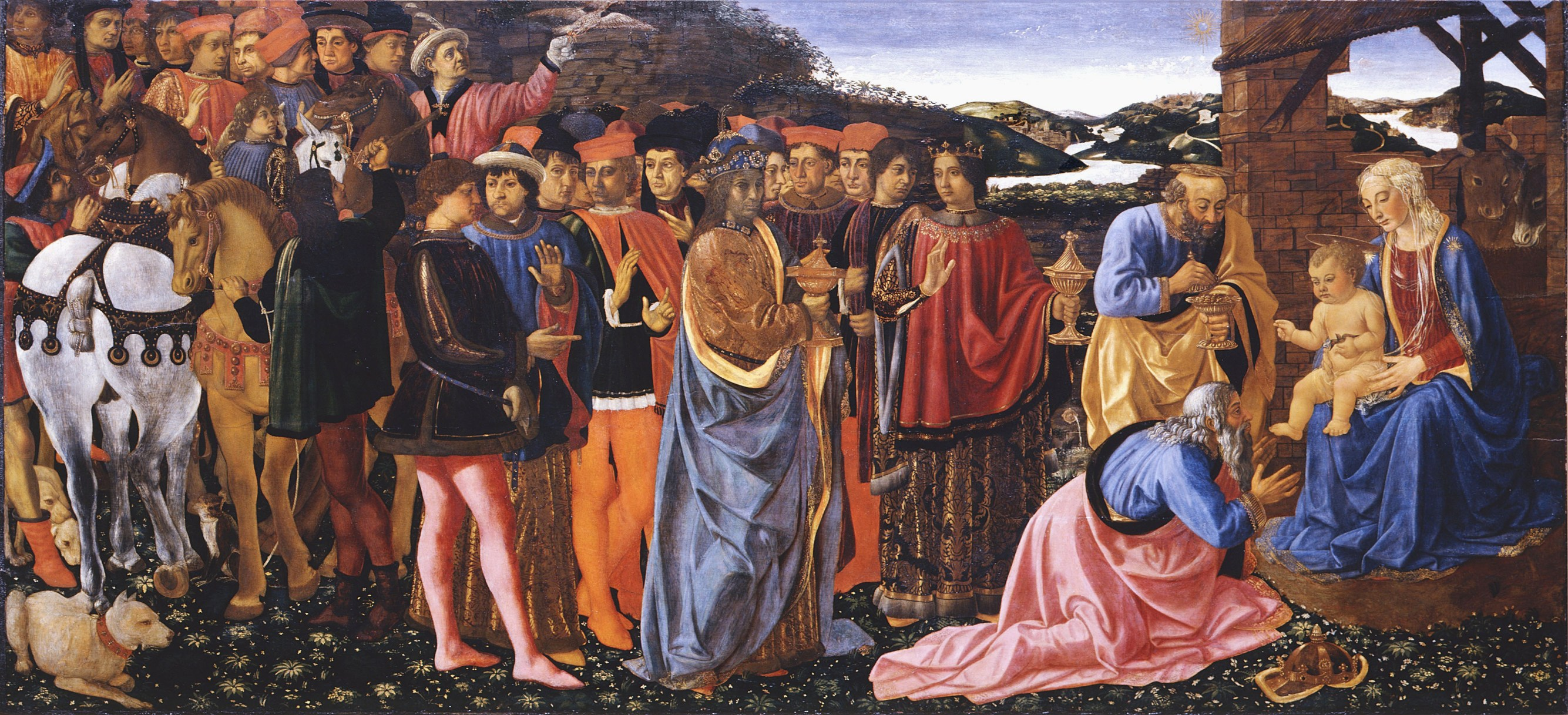
A napkeleti bölcsek imádása
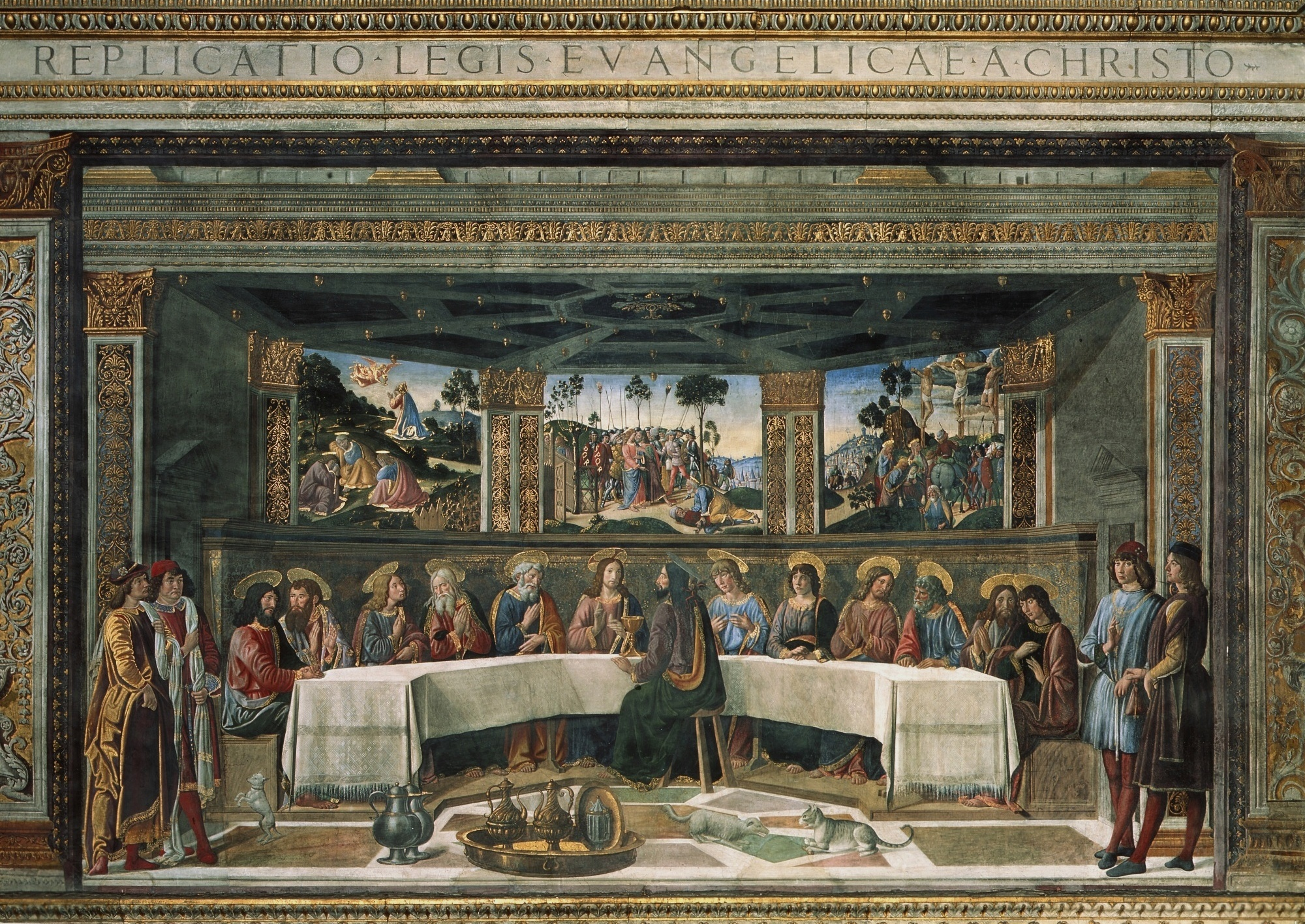
Utolsó vacsora (1481-82)
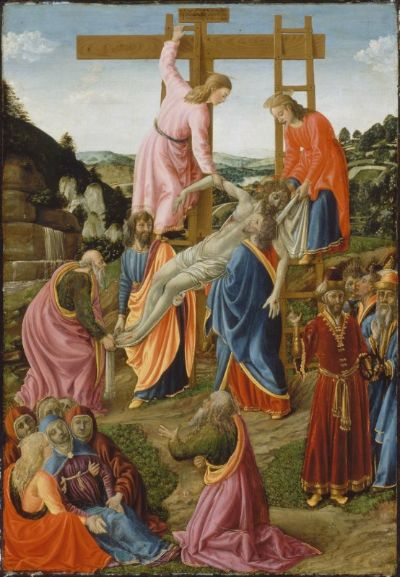
Levétel a keresztről